# Кугунер (Салобелякское сельское поселение)
Кугунер — упразднённая деревня в Яранском районе Кировской области России. К 1950 году входила в состав Салобелякского сельсовета. Упразднена в 1974 году.

## География
Урочище находится в юго-западной части региона, в зоне хвойно-широколиственных лесов, у истока реки Кугунер, притока реки Ярань.
Абсолютная высота — 142 метра над уровнем моря.

### Географическое положение
Расстояние до:
- выс. Земледелец (↗ 1.5 км)
- д. Корченки (↑ 2.5 км)
- д. Дождиков (↗ 2.7 км)
- д. Машек (→ 2.9 км)
- д. Пахтаево (↙ 3.3 км)
- д. Баннов (↘ 3.4 км)
- д. Тошкешнур (→ 3.4 км)
- д. Шулкомучакш (↓ 3.7 км)
- с. Салобеляк (↖ 3.8 км)
- д. Каменский (↑ ≈4.2 км)
- д. Урбеж-Курбатово (↓ 4.4 км)
- д. Петухово (← 4.5 км)
- д. Пекшакнур (↗ 4.5 км)
- д. Неверово (↗ 4.7 км)
- д. Ушаково (→ 5 км)
- д. Щербаки (↖ ≈5 км)

## История
Список населённых мест Вятской губернии 1859—1873 гг. описывает Кугунер как казённый починок при рч. Кугунурке, входящий в	Яранский уезд, Стан 1, стоящий на проселочных и волостных дорогах, вправо от Царевококшайской коммерческой дороги до границы стана с Уржумским уездом. В 11 дворах 99 жителей, из них мужчин 47, женщин 52.
По переписи 1926 года зафиксированы деревня Кугунер и однодворные хутора Кугунер № 1, Кугунер № 2, Кугунер № 3, Кугунер № 4 в радиусе около одного км от центральной деревни. Все входили в	Яранский уезд, Салобелякская волость,	Машекский сельсовет.
Согласно списку населённых пунктов Кировской области на 01.01.1950 г. Кугунер входил в	Салобелякский район,	Салобелякский сельсовет (Списки нас. пунктов Кировской области, составленные по данным похозяйственных книг на 1 января 1949 года. // ЦГАКО. Ф. 2344. Оп. 25. Ед. хр. 559, лист 748).
Упоминается на советской карте 1990 года

## Население
В 1926 году население деревни составляло 167 человек (77 мужчин и 90 женщин), к 1950 году проживало 125 человек.

## Инфраструктура
Было развито сельское хозяйство, личные подворья.
В 1926 году насчитывалось 24 хозяйства, в 1950 году — 29.

## Транспорт
Просёлочная дорога.